# Campionati del mondo di ciclismo su pista 1951
I Campionati del mondo di ciclismo su pista 1951 (en.: 1951 UCI Track World Championships) si svolsero a Milano, in Italia.

## Medagliere
| #      | Nazione     | Oro | Argento | Bronzo | Totale |
| ------ | ----------- | --- | ------- | ------ | ------ |
| 1      | Italia      | 3   | 0       | 2      | 5      |
| 2      | Paesi Bassi | 1   | 0       | 0      | 1      |
| 2      | Regno Unito | 1   | 0       | 0      | 1      |
| 4      | Francia     | 0   | 2       | 1      | 3      |
| 5      | Australia   | 0   | 1       | 1      | 2      |
| 6      | Svizzera    | 0   | 1       | 0      | 1      |
| 6      | Belgio      | 0   | 1       | 0      | 1      |
| 8      | Danimarca   | 0   | 0       | 1      | 1      |
| Totale | Totale      | 5   | 5       | 5      | 15     |

## Sommario degli eventi
| Eventi                            | Oro                       | Prestazione | Argento                    | Prestazione | Bronzo                       | Prestazione |
| Uomini Professionisti             |                           |             |                            |             |                              |             |
| Velocità dettagli                 | Reg Harris Regno Unito    |             | Jacques Bellenger Francia  |             | Sydney Patterson Australia   |             |
| Inseguimento individuale dettagli | Antonio Bevilacqua Italia |             | Hugo Koblet Svizzera       |             | Kay Werner Nielsen Danimarca |             |
| Derny dettagli                    | Jan Pronk Paesi Bassi     |             | Andre Leliaert Belgio      |             | Henri Lemoine Francia        |             |
| Uomini Dilettanti                 |                           |             |                            |             |                              |             |
| Velocità dettagli                 | Enzo Sacchi Italia        |             | Russel Mockridge Australia |             | Marino Morettini Italia      |             |
| Inseguimento individuale dettagli | Mino De Rossi Italia      |             | Raphaël Glorieux Francia   |             | Guido Messina Italia         |             |